# Torvhuvudspindel
Torvhuvudspindel (Walckenaeria picetorum) är en spindelart som först beskrevs av Palmgren 1976.  Torvhuvudspindel ingår i släktet Walckenaeria och familjen täckvävarspindlar. Enligt den finländska rödlistan är arten sårbar i Finland. Arten är reproducerande i Sverige. Artens livsmiljö är myrar. Inga underarter finns listade i Catalogue of Life.